# Discografia de Ciara
A discografia de Ciara, cantora norte-americana, consiste em cinco álbuns de estúdio, um de vídeo e um extended play. Lançou vinte e oito singles (incluindo sete como convidada) e vinte e oito vídeos musicais. As suas vendas discográficas são avaliadas em sete milhões de álbuns mundialmente, sendo que 4 milhões e 3 mil são apenas nos Estados Unidos. A sua carreira musical começou em 2004, com o lançamento de Goodies que conseguiu atingir a terceira posição da Billboard 200 e as quarenta primeiras de outros mercados internacionais. A faixa-título do disco conseguiu permanecer durante sete semanas no topo da Billboard Hot 100 e concedeu o título de "The First Lady of Crunk&B" à artista. O seu projecto de estreia foi promovido por mais três singles, "1, 2 Step", "Oh" e "And I", acabando por ser certificado com tripla platina nos Estados Unidos, platina no Canadá, e possuir mais de cinco milhões de cópias vendidas no mundo.
Em 2006, seguiu-se o seu segundo álbum de estúdio, Ciara: The Evolution. Após o seu lançamento, conseguiu posicionar-se na primeira posição da tabela musical dos Estados Unidos e nos trinta primeiros lugares de trinta outros países. Com dois milhões de unidades vendidas globalmente, o disco atingiu a marca de platina em território norte-americano. Para a sua promoção, foram lançados "Get Up", "Like a Boy" e "Can't Leave 'em Alone" como singles. Durante a época, a cantora também colaborou com Tiffany Evans em "Promise Ring" e "Stepped on My J'z" de Nelly. O seu terceiro projecto, Fantasy Ride, foi lançado em 2009 e possui influências em música R&B e hip-hop, introduzindo um novo som pop e dance que não tinha sido anteriormente explorado por Ciara. Em termos comerciais, o seu desempenho foi notavelmente mais baixo que os seus antecessores, vendendo apenas 193 mil cópias nos Estados Unidos. O mesmo caso sucedeu com Basic Instinct, quarto disco de originais editado no ano seguinte, que marcou o seu regresso ao som mais urbano.
Como parte do seu novo contrato discográfico com a Epic Records, a cantora lançou o seu quinto álbum de estúdio homónimo a 5 de Julho de 2013. A sua promoção foi iniciada com o single "Body Party", que subiu ao 22.º lugar da Billboard Hot 100 e sexto na R&B/Hip-Hop Songs. "I'm Out", com Nicki Minaj, e "Overdose" também serviram como faixas de trabalho em suporte do projecto. Ao longo da sua carreira, Ciara participou em várias canções como artista convidada, colaborando com artistas como Missy Elliott ou Enrique Iglesias, além de participar no trabalho solidário "Just Stand Up!" com outros músicos.

## Álbuns

### Álbuns de estúdio
| Título | Melhor posição nas tabelas musicais | Melhor posição nas tabelas musicais | Melhor posição nas tabelas musicais | Melhor posição nas tabelas musicais | Melhor posição nas tabelas musicais | Melhor posição nas tabelas musicais | Melhor posição nas tabelas musicais | Melhor posição nas tabelas musicais | Melhor posição nas tabelas musicais | Melhor posição nas tabelas musicais | Vendas                      | Certificações                                             |
| Título | ALE                                 | AUS                                 | CAN                                 | EUA                                 | EUA R&B                             | FRA                                 | IRL                                 | NZ                                  | RU                                  | SUI                                 | Vendas                      | Certificações                                             |
| --- | ----------------------------------- | ----------------------------------- | ----------------------------------- | ----------------------------------- | ----------------------------------- | ----------------------------------- | ----------------------------------- | ----------------------------------- | ----------------------------------- | ----------------------------------- | --------------------------- | --------------------------------------------------------- |
| Goodies - Lançamento: 28 de Setembro de 2004 - Editora discográfica: LaFace - Formato(s): CD, descarga digital                | 3                                   | 6                                   | 2                                   | 3                                   | 1                                   | 6                                   | 3                                   | 2                                   | 1                                   | 5                                   | - : 6 milhões - : 3 milhões | - MC: Platina - RIAA: 3× Platina - IRMA: Ouro - BPI: Ouro |
| Ciara: The Evolution - Lançamento: 5 de Dezembro de 2006 - Editora discográfica: LaFace - Formato(s): CD, descarga digital    | 3                                   | 1                                   | 2                                   | 1                                   | 1                                   | 49                                  | 29                                  | 21                                  | 17                                  | 15                                  | - : 1 milhão e 326 mil      | - RIAA: Platina - BPI: Prata                              |
| Fantasy Ride - Lançamento: 3 de Maio de 2009 - Editora discográfica: LaFace - Formato(s): CD, descarga digital                | 77                                  | 39                                  | 22                                  | 3                                   | 2                                   | 34                                  | 10                                  | —                                   | 9                                   | 13                                  | - : 250 mil                 |                                                           |
| Basic Instinct - Lançamento: 10 de Dezembro de 2010 - Editora discográfica: LaFace, Jive - Formato(s): CD, descarga digital   | —                                   | —                                   | —                                   | 44                                  | 11                                  | —                                   | —                                   | —                                   | —                                   | 83                                  | - : 116 mil                 |                                                           |
| Ciara - Lançamento: 5 de Julho de 2013 - Editora discográfica: Epic - Formato(s): CD, descarga digital                        | —                                   | 35                                  | 21                                  | 2                                   | 2                                   | 163                                 | —                                   | —                                   | 42                                  | 63                                  | - : 208 mil                 |                                                           |
| Jackie - Lançamento: 4 de Maio de 2015 - Editora discográfica: Epic - Formato(s): CD, descarga digital                        | —                                   | 53                                  | —                                   | 17                                  | 2                                   | —                                   | —                                   | —                                   | 46                                  | —                                   | - : 100 mil                 |                                                           |
| Beauty Marks - Lançamento: 10 de Maio de 2019 - Editora discográfica: Beauty, Warner Bros. - Formato(s): CD, descarga digital | —                                   | —                                   | —                                   | 87                                  | 48                                  | —                                   | —                                   | —                                   | —                                   | —                                   |                             |                                                           |
| "—" denota um título que não tenha entrado na tabela musical do respectivo país.                                              |                                     |                                     |                                     |                                     |                                     |                                     |                                     |                                     |                                     |                                     |                             |                                                           |

### EP
| Título                            | Detalhes                                                                                     |
| --------------------------------- | -------------------------------------------------------------------------------------------- |
| Fantasy Ride: The Mini Collection | - Lançamento: 23 de Julho de 2009 - Editora discográfica: RCA - Formato(s): Descarga digital |

### Álbuns de vídeo
| Título | Melhor posição nas tabelas musicais | Certificações   |
| EUA |                                     | Certificações   |
| --- | ----------------------------------- | --------------- |
| Goodies: The Videos & More - Lançamento: 7 de Junho de 2005 - Editora discográfica: LaFace - Formato(s): DVD | 2                                   | - RIAA: Platina |

## Singles

### Como artista principal
| Ano                                                                              | Título                                                     | Melhor posição nas tabelas musicais | Melhor posição nas tabelas musicais | Melhor posição nas tabelas musicais | Melhor posição nas tabelas musicais | Melhor posição nas tabelas musicais | Melhor posição nas tabelas musicais | Melhor posição nas tabelas musicais | Melhor posição nas tabelas musicais | Melhor posição nas tabelas musicais | Melhor posição nas tabelas musicais | Certificação                                            | Álbum                 |
| Ano                                                                              | Título                                                     | ALE                                 | AUS                                 | CAN                                 | EUA                                 | FRA                                 | IRL                                 | NZ                                  | PB                                  | RU                                  | SUI                                 | Certificação                                            | Álbum                 |
| -------------------------------------------------------------------------------- | ---------------------------------------------------------- | ----------------------------------- | ----------------------------------- | ----------------------------------- | ----------------------------------- | ----------------------------------- | ----------------------------------- | ----------------------------------- | ----------------------------------- | ----------------------------------- | ----------------------------------- | ------------------------------------------------------- | --------------------- |
| 2004                                                                             | "Goodies" (com a participação de Petey Pablo)              | 10                                  | 19                                  | —                                   | 1                                   | 27                                  | 4                                   | 10                                  | 24                                  | 1                                   | 10                                  | - RIAA: Platina                                         | Goodies               |
| 2004                                                                             | "1, 2 Step" (com a participação de Missy Elliott)          | 7                                   | 2                                   | —                                   | 2                                   | 31                                  | 3                                   | 2                                   | 12                                  | 3                                   | 5                                   | - ARIA: Platina - MC: Ouro - RIAA: Platina - RMNZ: Ouro | Goodies               |
| 2005                                                                             | "Oh" (com a participação de Ludacris)                      | 7                                   | 7                                   | —                                   | 2                                   | 48                                  | 7                                   | 5                                   | 44                                  | 4                                   | 11                                  | - ARIA: Ouro - RIAA: Platina                            | Goodies               |
| 2005                                                                             | "And I"                                                    | —                                   | —                                   | —                                   | 96                                  | —                                   | —                                   | —                                   | —                                   | —                                   | —                                   |                                                         | Goodies               |
| 2006                                                                             | "Get Up" (com a participação de Chamillionaire)            | 29                                  | —                                   | —                                   | 7                                   | —                                   | —                                   | 5                                   | —                                   | 189                                 | 17                                  | - RIAA: Ouro                                            | Ciara: The Evolution  |
| 2006                                                                             | "Promise"                                                  | —                                   | —                                   | —                                   | 11                                  | —                                   | —                                   | —                                   | —                                   | —                                   | —                                   | - RIAA: Platina                                         | Ciara: The Evolution  |
| 2007                                                                             | "Like a Boy"                                               | 29                                  | —                                   | —                                   | 19                                  | 20                                  | 11                                  | 29                                  | —                                   | 16                                  | 16                                  | - RIAA: Ouro                                            | Ciara: The Evolution  |
| 2007                                                                             | "Can't Leave 'em Alone" (com a participação de 50 Cent)    | 44                                  | —                                   | —                                   | 40                                  | —                                   | —                                   | 4                                   | —                                   | 109                                 | 67                                  | - RIAA: Ouro                                            | Ciara: The Evolution  |
| 2008                                                                             | "Go Girl" (com a participação de T-Pain)                   | —                                   | —                                   | —                                   | 78                                  | —                                   | —                                   | —                                   | —                                   | —                                   | —                                   |                                                         | Fantasy Ride          |
| 2009                                                                             | "Never Ever" (com a participação de Young Jeezy)           | —                                   | —                                   | —                                   | —                                   | —                                   | —                                   | —                                   | —                                   | —                                   | —                                   |                                                         | Fantasy Ride          |
| 2009                                                                             | "Love Sex Magic" (com a participação de Justin Timberlake) | 7                                   | 5                                   | 6                                   | 10                                  | 8                                   | 4                                   | 6                                   | 41                                  | 5                                   | 11                                  | - ARIA: Platina - RMNZ: Ouro - BPI: Prata               | Fantasy Ride          |
| 2009                                                                             | "Like a Surgeon"                                           | —                                   | —                                   | —                                   | —                                   | —                                   | —                                   | —                                   | —                                   | —                                   | —                                   |                                                         | Fantasy Ride          |
| 2009                                                                             | "Work" (com a participação de Missy Elliott)               | —                                   | 66                                  | —                                   | —                                   | —                                   | 31                                  | —                                   | —                                   | 52                                  | —                                   |                                                         | Fantasy Ride          |
| 2010                                                                             | "Ride" (com a participação de Ludacris)                    | —                                   | 75                                  | —                                   | 42                                  | —                                   | —                                   | —                                   | —                                   | 75                                  | —                                   |                                                         | Basic Instinct        |
| 2010                                                                             | "Speechless"                                               | —                                   | —                                   | —                                   | —                                   | —                                   | —                                   | —                                   | —                                   | —                                   | —                                   |                                                         | Basic Instinct        |
| 2010                                                                             | "Gimmie Dat"                                               | —                                   | —                                   | —                                   | —[A]                                | —                                   | —                                   | —                                   | —                                   | 111                                 | —                                   |                                                         | Basic Instinct        |
| 2012                                                                             | "Sorry"                                                    | —                                   | —                                   | —                                   | —[B]                                | —                                   | —                                   | —                                   | —                                   | 173                                 | —                                   |                                                         | —                     |
| 2012                                                                             | "Got Me Good"                                              | —                                   | —                                   | —                                   | —                                   | —                                   | —                                   | —                                   | —                                   | —                                   | —                                   |                                                         | —                     |
| 2013                                                                             | "Body Party"                                               | —                                   | —                                   | —                                   | 22                                  | —                                   | —                                   | —                                   | —                                   | 174                                 | —                                   | - RIAA: Ouro                                            | Ciara                 |
| 2013                                                                             | "I'm Out" (com a participação de Nicki Minaj)              | —                                   | 41                                  | 86                                  | 44                                  | 159                                 | —                                   | —                                   | —                                   | 54                                  | —                                   |                                                         | Ciara                 |
| 2013                                                                             | "Overdose"                                                 | —                                   | —                                   | —                                   | —                                   | —                                   | —                                   | —                                   | —                                   | —                                   | —                                   |                                                         | Ciara                 |
| 2015                                                                             | "I Bet"                                                    | —                                   | —                                   | 95                                  | 43                                  | —                                   | —                                   | —                                   | —                                   | 56                                  | —                                   | - RIAA: Ouro                                            | Jackie                |
| 2015                                                                             | "Dance Like We're Making Love"                             | —                                   | —                                   | 83                                  | 100                                 | 199                                 | —                                   | —                                   | —                                   | —                                   | —                                   |                                                         | Jackie                |
| 2015                                                                             | "Paint It Black""                                          | —                                   | —                                   | —                                   | —                                   | —                                   | —                                   | —                                   | —                                   | —                                   | —                                   |                                                         | The Last Witch Hunter |
| "—" denota um título que não tenha entrado na tabela musical do respectivo país. |                                                            |                                     |                                     |                                     |                                     |                                     |                                     |                                     |                                     |                                     |                                     |                                                         |                       |

### Como artista convidada
| Ano                                                                              | Título                                                                               | Melhor posição nas tabelas musicais | Melhor posição nas tabelas musicais | Melhor posição nas tabelas musicais | Melhor posição nas tabelas musicais | Melhor posição nas tabelas musicais | Melhor posição nas tabelas musicais | Melhor posição nas tabelas musicais | Melhor posição nas tabelas musicais | Melhor posição nas tabelas musicais | Melhor posição nas tabelas musicais | Certificação              | Álbum                      |
| Ano                                                                              | Título                                                                               | ALE                                 | AUS                                 | CAN                                 | EUA                                 | FRA                                 | IRL                                 | NZ                                  | PB                                  | RU                                  | SUI                                 | Certificação              | Álbum                      |
| -------------------------------------------------------------------------------- | ------------------------------------------------------------------------------------ | ----------------------------------- | ----------------------------------- | ----------------------------------- | ----------------------------------- | ----------------------------------- | ----------------------------------- | ----------------------------------- | ----------------------------------- | ----------------------------------- | ----------------------------------- | ------------------------- | -------------------------- |
| 2005                                                                             | "Lose Control" (Missy Elliott com a participação de Ciara e Fatman Scoop)            | 25                                  | 7                                   | —                                   | 3                                   | —                                   | 16                                  | 2                                   | 24                                  | 7                                   | 21                                  | - ARIA: Ouro - RIAA: Ouro | The Cookbook               |
| 2005                                                                             | "Like You" (Bow Wow com a participação de Ciara)                                     | 39                                  | 16                                  | —                                   | 3                                   | —                                   | —                                   | 4                                   | —                                   | 17                                  | 72                                  | - RIAA: Ouro              | Wanted                     |
| 2006                                                                             | "So What" (Field Mob com a participação de Ciara)                                    | —                                   | 40                                  | —                                   | 10                                  | —                                   | —                                   | —                                   | —                                   | 56                                  | —                                   |                           | Light Poles and Pine Trees |
| 2007                                                                             | "Promise Ring" (Tiffany Evans com a participação de Ciara)                           | —                                   | —                                   | —                                   | —                                   | —                                   | —                                   | —                                   | —                                   | —                                   | —                                   |                           | Tiffany Evans              |
| 2008                                                                             | "Stepped on My J'z" (Nelly com a participação de Ciara e Jermaine Dupri)             | —                                   | —                                   | —                                   | 90                                  | —                                   | —                                   | —                                   | —                                   | —                                   | —                                   | - ARIA: Ouro - RIAA: Ouro | Brass Knuckles             |
| 2008                                                                             | "Just Stand Up!" (com Artists Stand Up to Cancer)                                    | —                                   | —                                   | —                                   | 90                                  | —                                   | —                                   | —                                   | —                                   | —                                   | —                                   |                           | —                          |
| 2009                                                                             | "Takin' Back My Love" (Enrique Iglesias com a participação de Ciara ou Sarah Connor) | 9                                   | —                                   | —                                   | —                                   | 2                                   | 7                                   | —                                   | 7                                   | 12                                  | 23                                  | - BPI: Prata              | Greatest Hits              |
| "—" denota um título que não tenha entrado na tabela musical do respectivo país. |                                                                                      |                                     |                                     |                                     |                                     |                                     |                                     |                                     |                                     |                                     |                                     |                           |                            |

## Outras canções
| 2009                                                                             | "Ciara to the Stage"                                      | —  | —   | —[C] | —  | —  | Fantasy Ride                            |
| 2009                                                                             | "Turntables" (com a participação de Chris Brown)          | —  | —   | —    | —  | 80 | Fantasy Ride                            |
| 2009                                                                             | "I'm On"                                                  | 79 | —   | —    | —  | —  | Fantasy Ride                            |
| 2010                                                                             | "We Can Get It On" (Yo Gotti com a participação de Ciara) | —  | —   | —    | 40 | —  | Cocaine Musik 5: White Friday           |
| 2010                                                                             | "Turn It Up" (com a participação de Usher)                | —  | 3   | —    | —  | —  | Basic Instinct                          |
| 2012                                                                             | "I'm Legit" (Nicki Minaj com a participação de Ciara)     | —  | —   | —    | 40 | 97 | Pink Friday: Roman Reloaded – The Re-Up |
| 2012                                                                             | "Sweat" (com a participação de 2 Chainz)                  | —  | —   | —    | 2  | —  | —                                       |
| 2013                                                                             | "Sophomore"                                               | —  | 161 | —    | —  | —  | Ciara                                   |
| 2013                                                                             | "Keep On Lookin'"                                         | —  | 190 | —    | —  | —  | Ciara                                   |
| 2013                                                                             | "Read My Lips"                                            | —  | 5   | —    | —  | —  | Ciara                                   |
| 2013                                                                             | "Where You Go" (com a participação de Future)             | —  | 171 | —    | —  | —  | Ciara                                   |
| 2013                                                                             | "Super Turnt Up"                                          | —  | 126 | —    | —  | —  | Ciara                                   |
| 2013                                                                             | "DUI"                                                     | —  | 172 | —    | —  | —  | Ciara                                   |
| 2013                                                                             | "Livin' It Up" (com a participação de Nicki Minaj)        | —  | 2   | —    | —  | —  | Ciara                                   |
| "—" denota um título que não tenha entrado na tabela musical do respectivo país. |                                                           |    |     |      |    |    |                                         |

## Outras aparências
Nas seguintes canções, a cantora contribui com os seus vocais creditados em álbuns de outros artistas, sem lançamentos por parte da própria.
| Ano  | Título                       | Outro(s) artista(s)                   | Álbum                                |
| ---- | ---------------------------- | ------------------------------------- | ------------------------------------ |
| 2004 | "I Wish"                     | ATL                                   | The ATL Project                      |
| 2004 | "It's Us"                    | ATL                                   | The ATL Project                      |
| 2004 | "Got Me Waiting"             | Fantasia                              | Free Yourself                        |
| 2005 | "Roll wit' You"              | —                                     | Coach Carter                         |
| 2006 | "Wanna Move"                 | Diddy, Big Boi, Scar                  | Press Play                           |
| 2008 | "Click Flash"                | —                                     | Sex and the City, Vol. 2: More Music |
| 2008 | "Feedback" (So So Def Remix) | Janet Jackson, Busta Rhymes, Fabolous | —                                    |
| 2008 | "Blowing Up"                 | T-Pain                                | Three Ringz                          |
| 2010 | "How Low" (Remix)            | Ludacris, Pitbull                     | Battle of the Sexes                  |
| 2011 | "My Girl" (Remix)            | Mindless Behavior, Tyga, Lil Twist    | —                                    |
| 2012 | "Turn On the Lights" (Remix) | Future                                | —                                    |

## Vídeos musicais
| Ano  | Título                                                                              | Director                   |
| ---- | ----------------------------------------------------------------------------------- | -------------------------- |
| 2004 | "Goodies" (com a participação de Petey Pablo)                                       | Benny Boom                 |
| 2004 | "1, 2 Step" (com a participação de Missy Elliott)                                   | Benny Boom                 |
| 2005 | "Oh" (com a participação de Ludacris)                                               | Fat Cats                   |
| 2005 | "And I"                                                                             | Fat Cats                   |
| 2005 | "Lose Control" (Missy Elliott com a participação de Ciara e Fatman Scoop)           | Dave Meyers, Missy Elliott |
| 2005 | "Like You" (Bow Wow com a participação de Ciara)                                    | Bryan Barber               |
| 2006 | "Get Up" (com a participação de Chamillionaire)                                     | Joseph Kahn                |
| 2006 | "So What" (Field Mob com a participação de Ciara)                                   | Jessy Terrero              |
| 2006 | "Promise"                                                                           | Diane Martel               |
| 2007 | "Like a Boy"                                                                        | Diane Martel               |
| 2007 | "Can't Leave 'em Alone" (com a participação de 50 Cent)                             | Fat Cats                   |
| 2007 | "Promise Ring" (Tiffany Evans com a participação de Ciara)                          | Fat Cats                   |
| 2007 | "That's Right" (com a participação de Lil Jon)                                      | Fat Cats                   |
| 2008 | "Go Girl" (com a participação de T-Pain)                                            | Melina Matsoukas           |
| 2008 | "Stepped on My J'z" (Nelly com a participação de Ciara e Jermaine Dupri)            | Benny Boom                 |
| 2009 | "Never Ever" (com a participação de Young Jeezy)                                    | Chris Robinson             |
| 2009 | "Takin' Back My Love" (Enrique Iglesias com a participação de Ciara)                | Ray Kay                    |
| 2009 | "Love Sex Magic" (com a participação de Justin Timberlake)                          | Diane Martel               |
| 2009 | "Work" (com a participação de Missy Elliott)                                        | Melina Matsoukas           |
| 2010 | "Basic Instinct (U Got Me)"                                                         | Phil the God               |
| 2010 | "Ride" (com a participação de Ludacris)                                             | Diane Martel               |
| 2010 | "Speechless"                                                                        | Colin Tilley               |
| 2010 | "Gimmie Dat"                                                                        | Melina Matsoukas           |
| 2011 | "My Girl" (Remix) (Mindless Behavior com a participação de Ciara, Tyga e Lil Twist) | Ryan Pallotta              |
| 2012 | "Sorry"                                                                             | Christopher Sims           |
| 2012 | "Got Me Good"                                                                       | Joseph Kahn                |
| 2013 | "Body Party"                                                                        | Director X                 |
| 2013 | "I'm Out" (com a participação de Nicki Minaj)                                       | Hannah Lux Davis           |